# Vivi Kjærsgaard
Vivi Kjærsgaard (født 23. november 1967 i Viborg) er en dansk tidligere håndboldspiller, der var med til at vinde sølv ved VM i 1993. Hun var anfører på det danske kvindelandshold.
Hun debuterede for det danske landshold d. 18. november 1987. Hendes sidste kamp var finalenederlaget mod Tyskland, som Danmark tabte 21-22.
På klubplan spillede hun for Horsens HK og IK Skovbakken.

## Privat
Hun er mor til golfspilleren Oliver Jespersen og gift med den tidligere fodboldspiller Henrik Jespersen, der blev dansk mester med AGF i 1986.
Efter spillerkarrieren har hun arbejdet hos Hummel og som underviser på Handelsfagskolen.

## Eksterne links
- DhDb profil
- Dansk Håndbold profil